# Mašková
Mašková (ungarisch Maskófalva – bis 1907 Maskova) ist eine Gemeinde im Süden Slowakei mit 331 Einwohnern (Stand 31. Dezember 2024). Sie gehört zum Okres Lučenec, einem Kreis des Banskobystrický kraj.

## Geographie
Mašková liegt am Westende des Talkessels Juhoslovenská kotlina am gleichnamigen Bach in einer hügeligen Landschaft, 10 Kilometer westlich von Lučenec entfernt. Das Ortszentrum liegt auf einer Höhe von 210 m n.m.

## Geschichte
Der Ort wurde zum ersten Mal 1332 als Moscvilla erwähnt.

## Bevölkerung
| Jahr                | 1994 | 2004    | 2014     | 2024    |
| ------------------- | ---- | ------- | -------- | ------- |
| Anzahl der Personen | 291  | 288     | 326      | 331     |
| Unterschied         |      | −1,03 % | +13,19 % | +1,53 % |

| Jahr                | 2023 | 2024    |
| ------------------- | ---- | ------- |
| Anzahl der Personen | 327  | 331     |
| Unterschied         |      | +1,22 % |

Ergebnisse nach der Volkszählung 2001 (311 Einwohner):

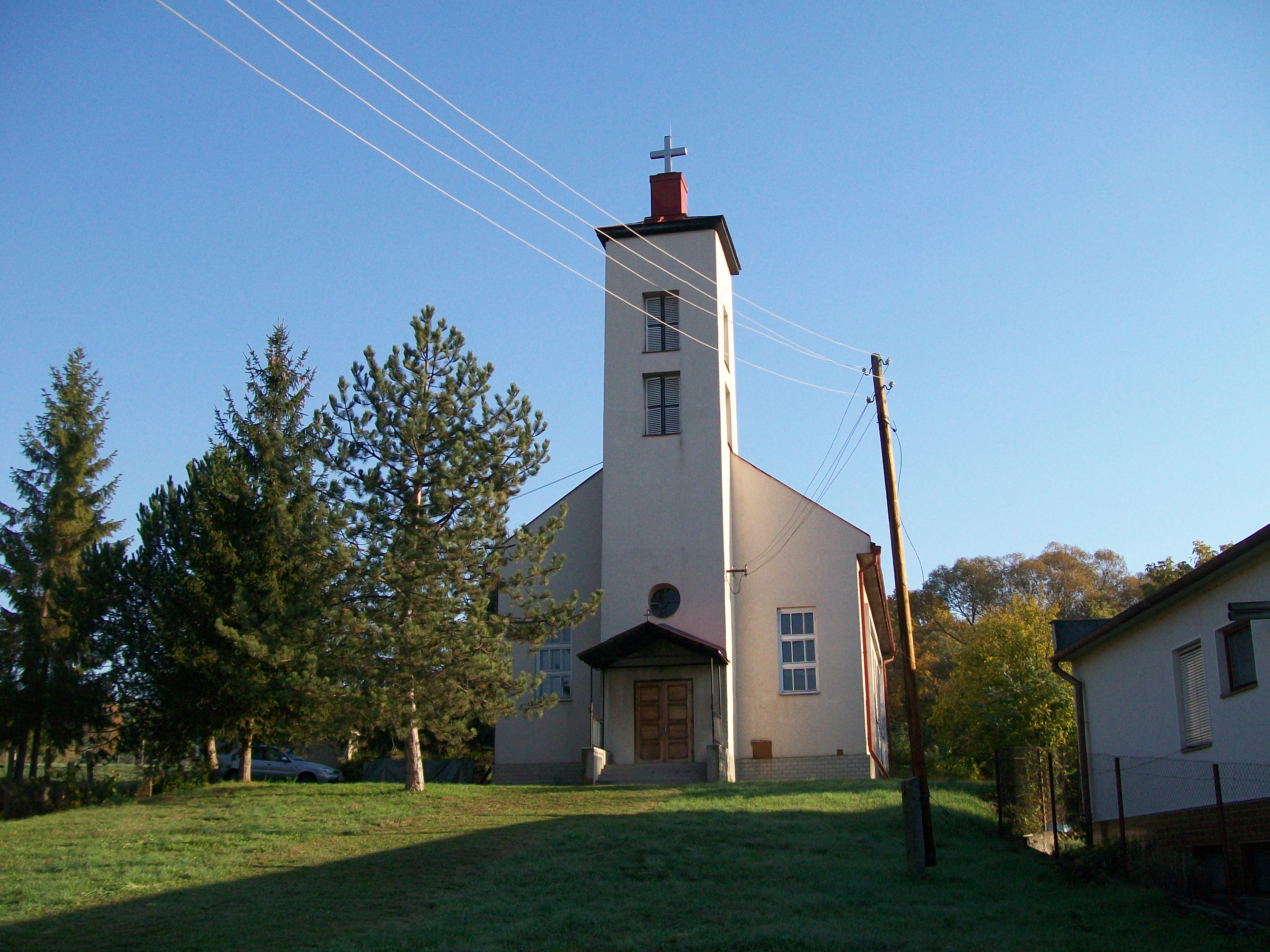
Evangelische Kirche in Mašková

| Nach Ethnie: - 98,32 % Slowaken - 1,35 % Zigeuner - 0,34 % Tschechen | Nach Religion: - 59,93 % evangelisch - 33,67 % römisch-katholisch - 2,36 % konfessionslos |